# St-Nicolas (Villennes-sur-Seine)

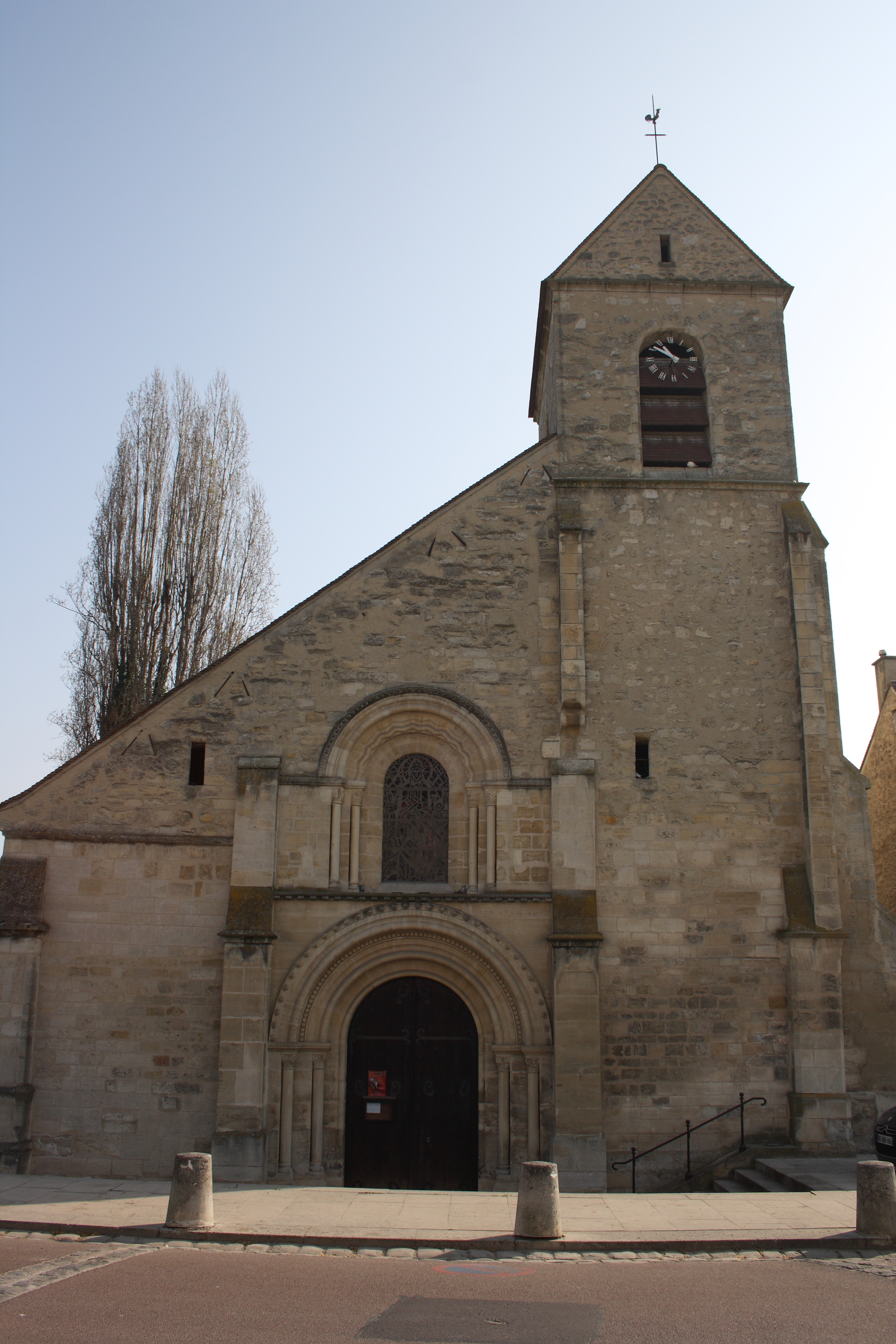
Pfarrkirche Saint-Nicolas in Villennes-sur-Seine

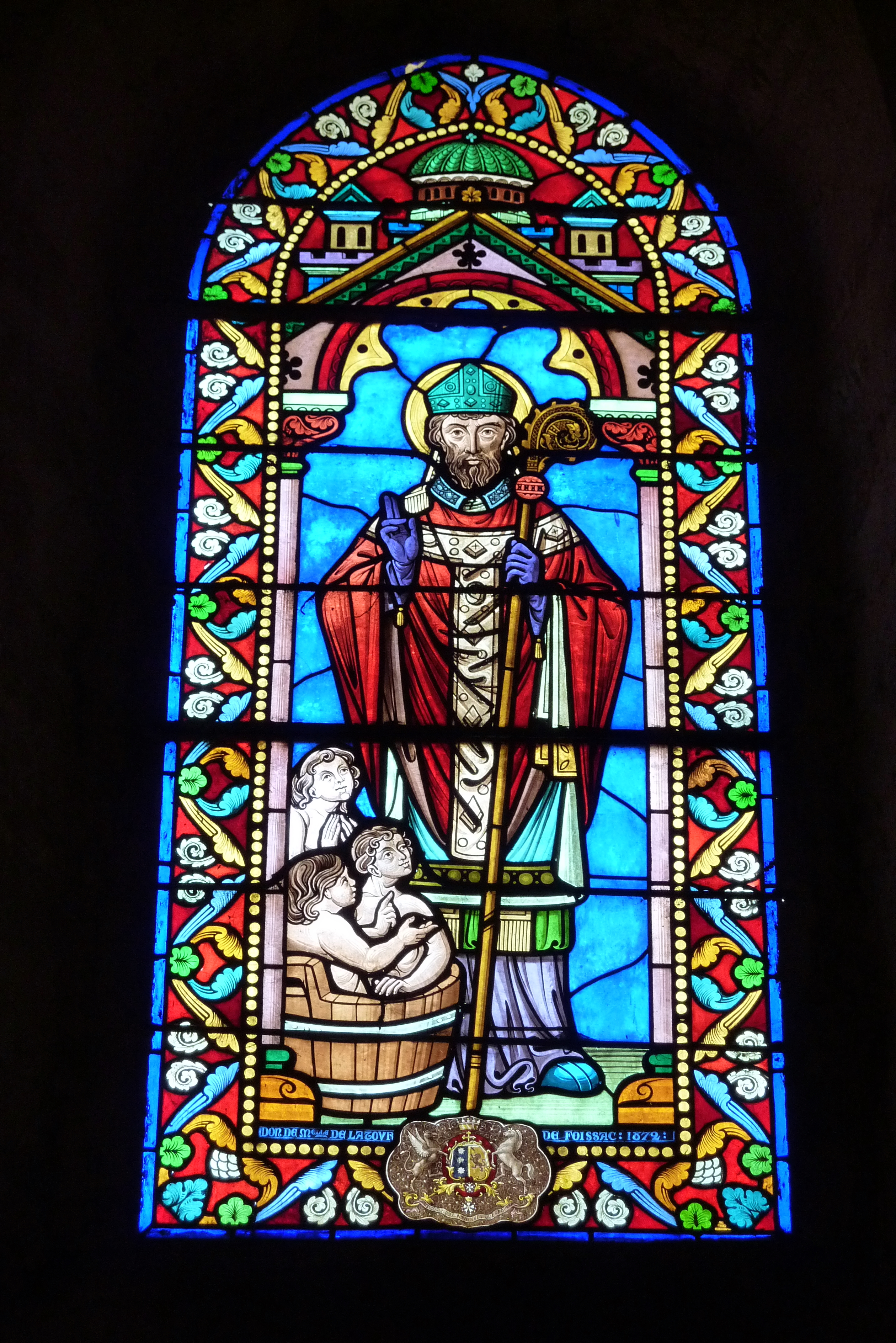
Hl. Nikolaus und die drei Scholaren im Salzfass, Bleiglasfenster

Die katholische Pfarrkirche Saint-Nicolas in Villennes-sur-Seine, einer Gemeinde im Département Yvelines in der französischen Region Île-de-France, ist eine romanische Kirche aus dem 12. Jahrhundert. Vom ursprünglichen Bau sind das Westportal, das Langhaus und der Unterbau des Turmes erhalten. 1926 wurde die dem heiligen Nikolaus geweihte Kirche als Monument historique in die Liste der Baudenkmäler in Frankreich aufgenommen.

## Geschichte
Bereits für das Jahr 1007 ist in Villennes-sur-Seine eine Pfarrei belegt und der Ort besaß folglich auch eine Kirche. Der Bau der heutigen Kirche wird in das frühe 12. Jahrhundert datiert. Während des Hundertjährigen Krieges wurde der Chor zerstört. Er wurde wie das obere Turmgeschoss anschließend neu errichtet.

## Architektur

### Außenbau

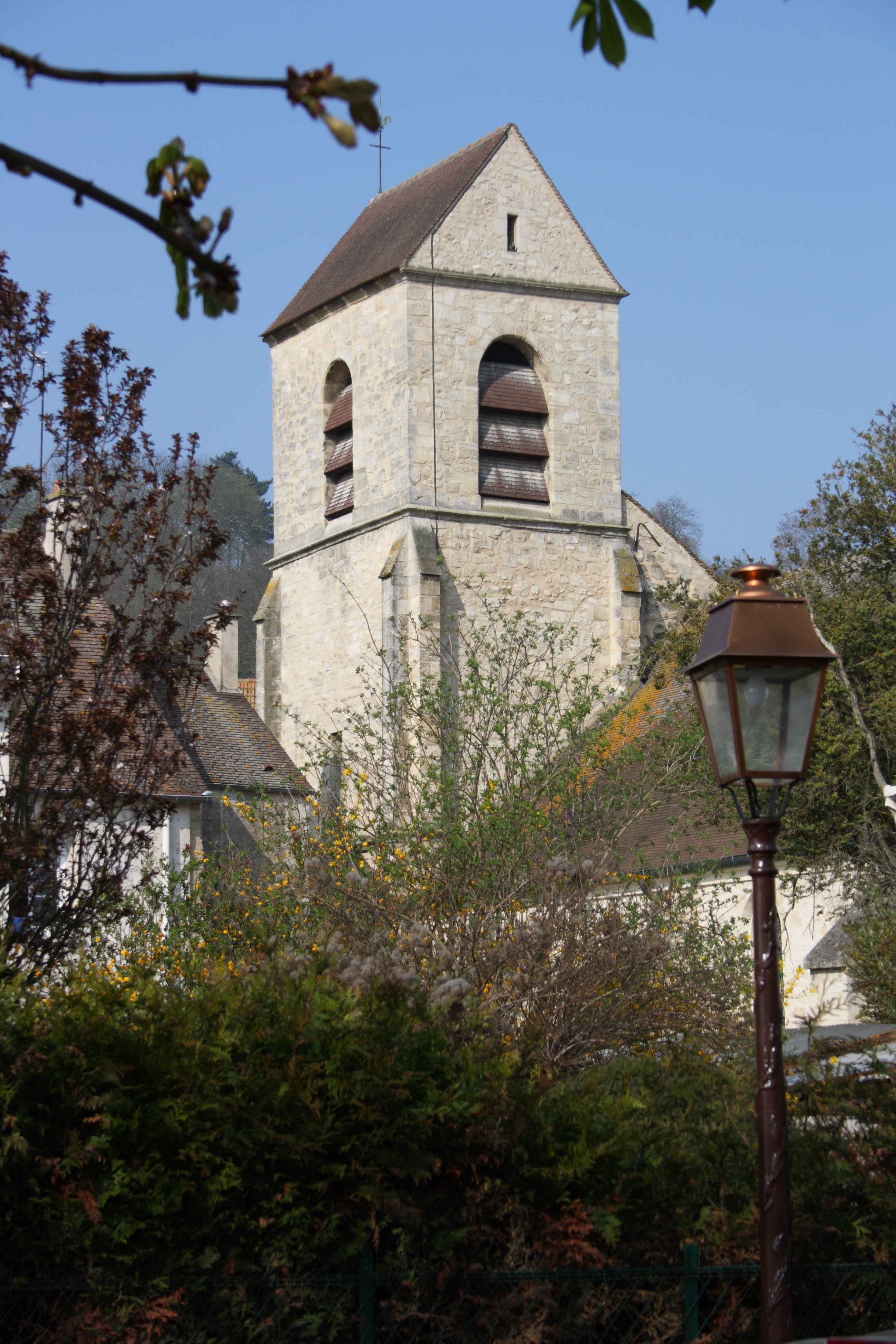
Glockenturm

Südlich an die Westfassade schließt sich der mit einem Satteldach gedeckte Glockenturm an, dessen oberes Geschoss auf allen vier Seiten von hohen, schmucklosen Rundbogenfenstern durchbrochen ist.
Die Mitte der Westfassade nimmt ein Rundbogenportal ein, das von Archivolten und seitlich von je zwei, mit Kapitellen verzierten Säulen eingefasst ist. Die Kapitelle sind mit Eulen und Fratzenköpfen skulptiert, die von Palmetten und Rankenwerk umschlungen sind. Über dem Portal verläuft ein Gesims mit einem Rollenfries, über dem sich ein großes Fenster öffnet, das von Rundstäben und einem Zickzackband gerahmt wird.

### Innenraum
Das dreischiffige Langhaus erstreckt sich über vier Joche und mündet im Osten in einen rechtwinklig geschlossenen Chor. Das Hauptschiff besitzt wie die beiden fast ebenso hohen Seitenschiffe Kreuzgratgewölbe, die von kräftigen Gurtbögen unterfangen werden. Hohe Rundbogenarkaden auf rechteckigen Stützen, die mit Säulenvorlagen verstärkt sind, gliedern den Innenraum. Die Kapitelle sind mit großen, flachen Blättern verziert. Einige Kapitelle mit figürlichen Szenen werden in das späte 11. Jahrhundert datiert. In einer Szene wird eine unter einer Arkade liegende Person dargestellt, die von einem Teufel attackiert wird. Auf einer anderen Szene wird ein Mann zwischen zwei Löwen dargestellt.

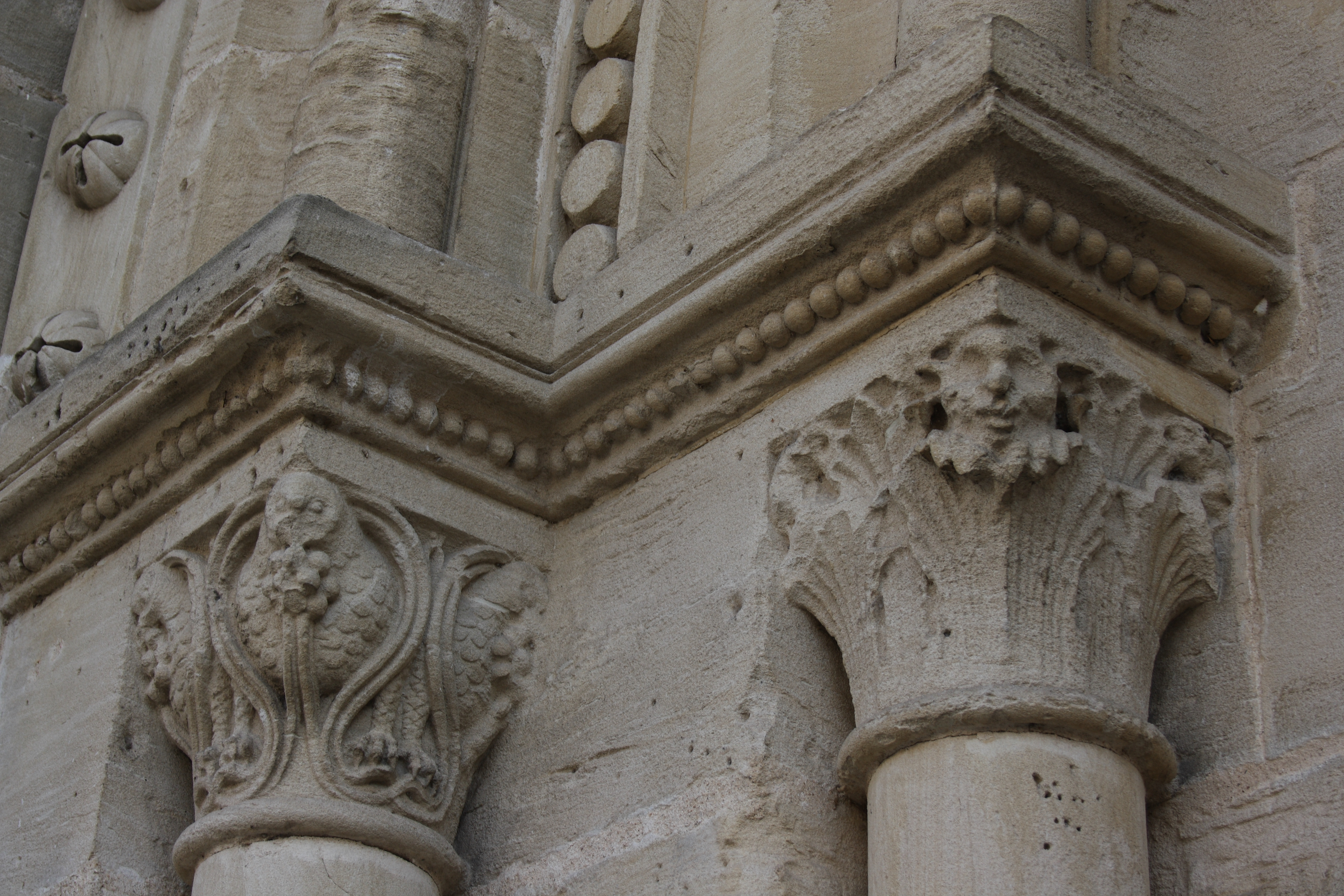
Kapitelle am Portal
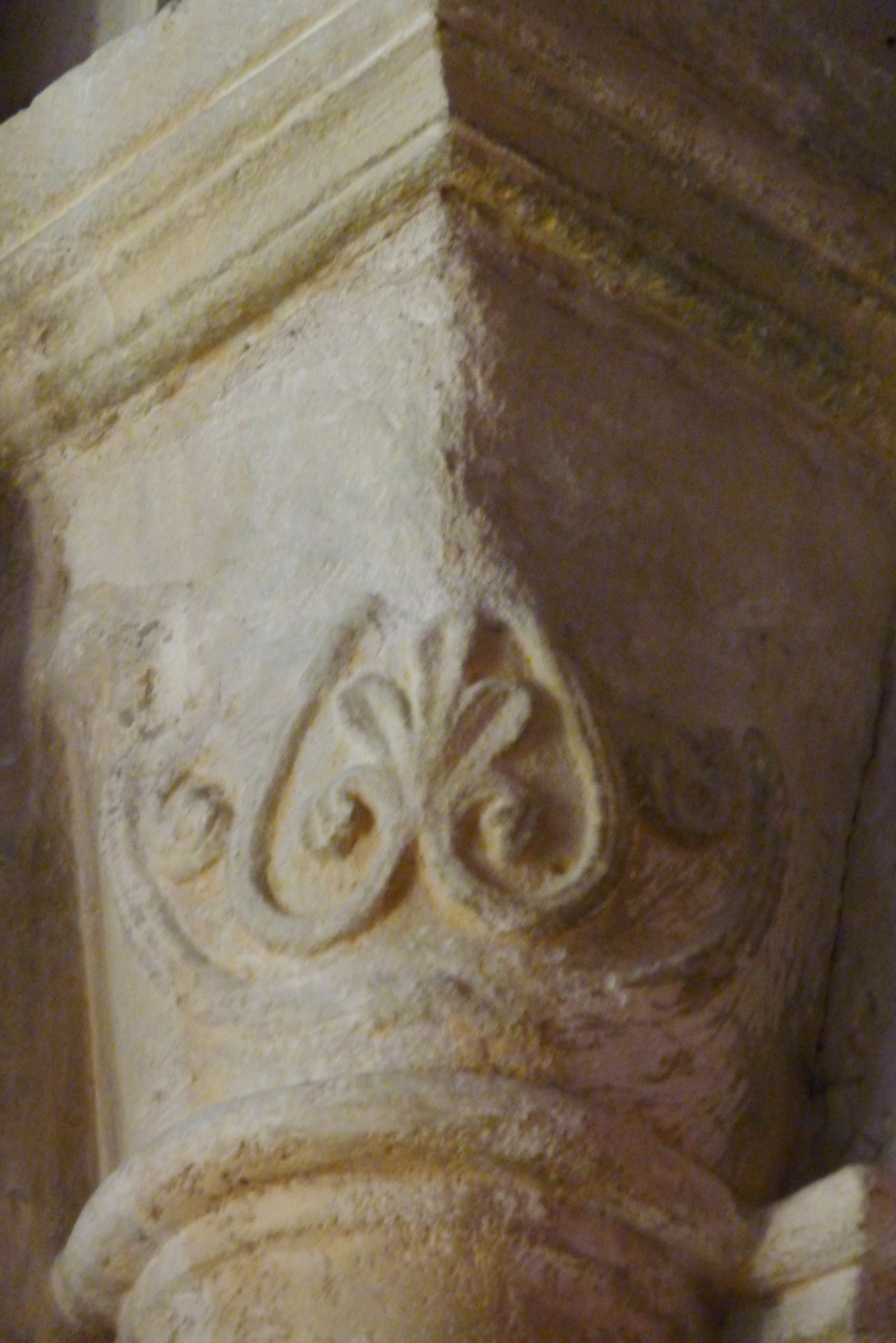
Kapitell
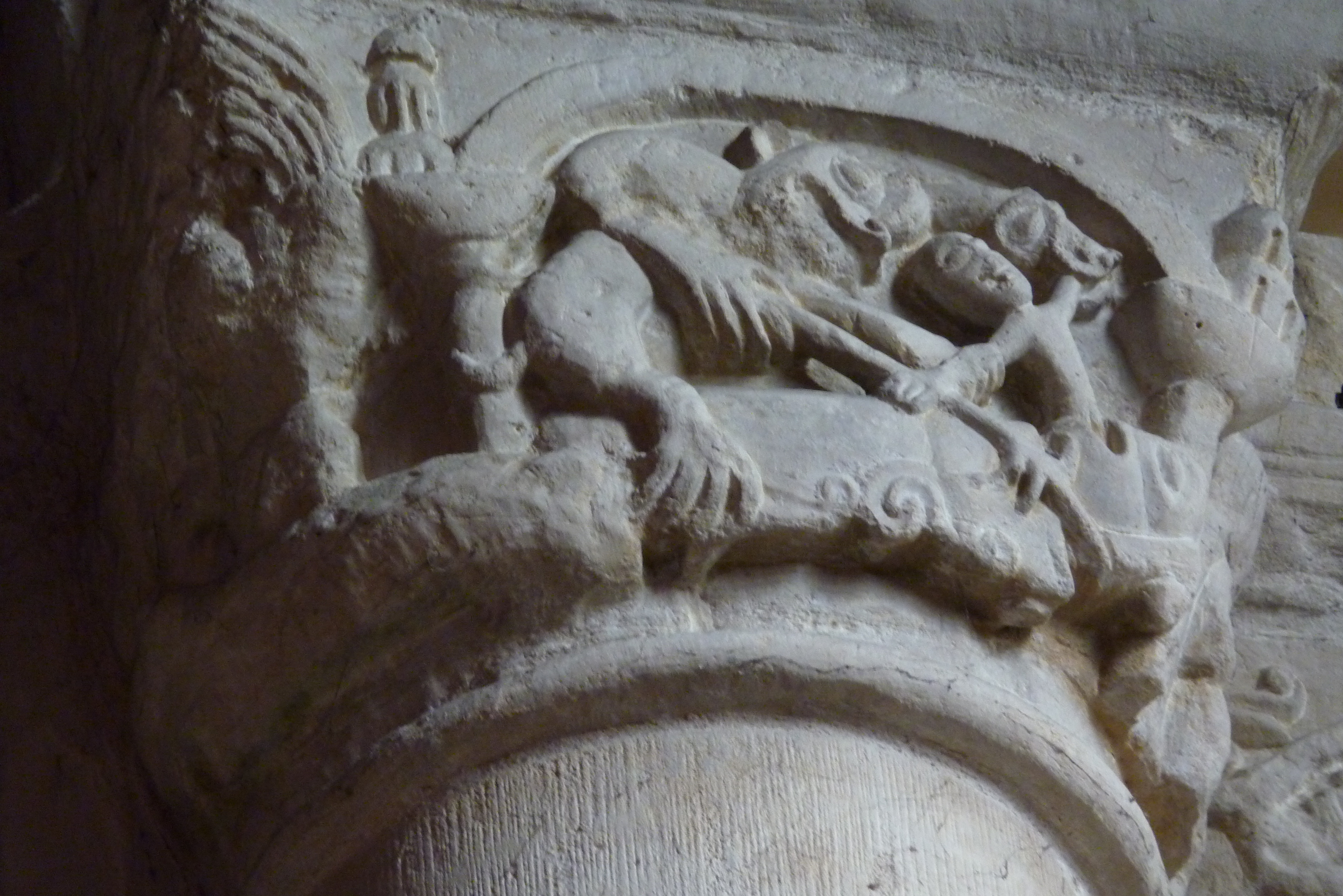
Kapitell
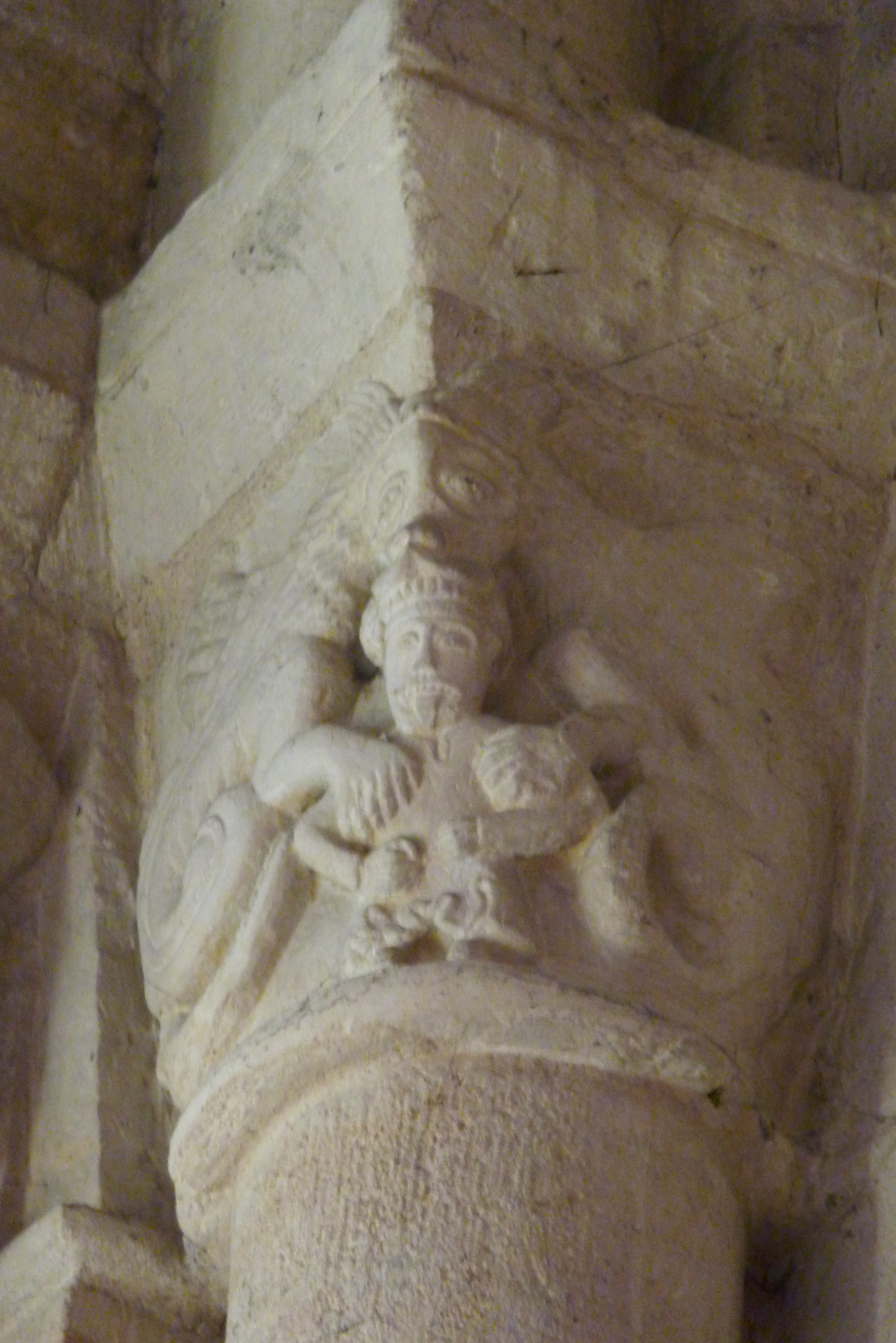
Kapitell